# Šumavské Hoštice
Pour les articles homonymes, voir Hoštice.
Šumavské Hoštice (en allemand : Huschitz) est une commune du district de Prachatice, dans la région de Bohême-du-Sud, en République tchèque. Sa population s'élevait à 418 habitants en 2023.

## Géographie
Šumavské Hoštice se trouve dans la Forêt de Bohême, à 8 km à l'est de Vimperk, à 10 km au nord-ouest de Prachatice, à 45 km à l'ouest-nord-ouest de České Budějovice et à 140 km au sud-ouest de Prague.

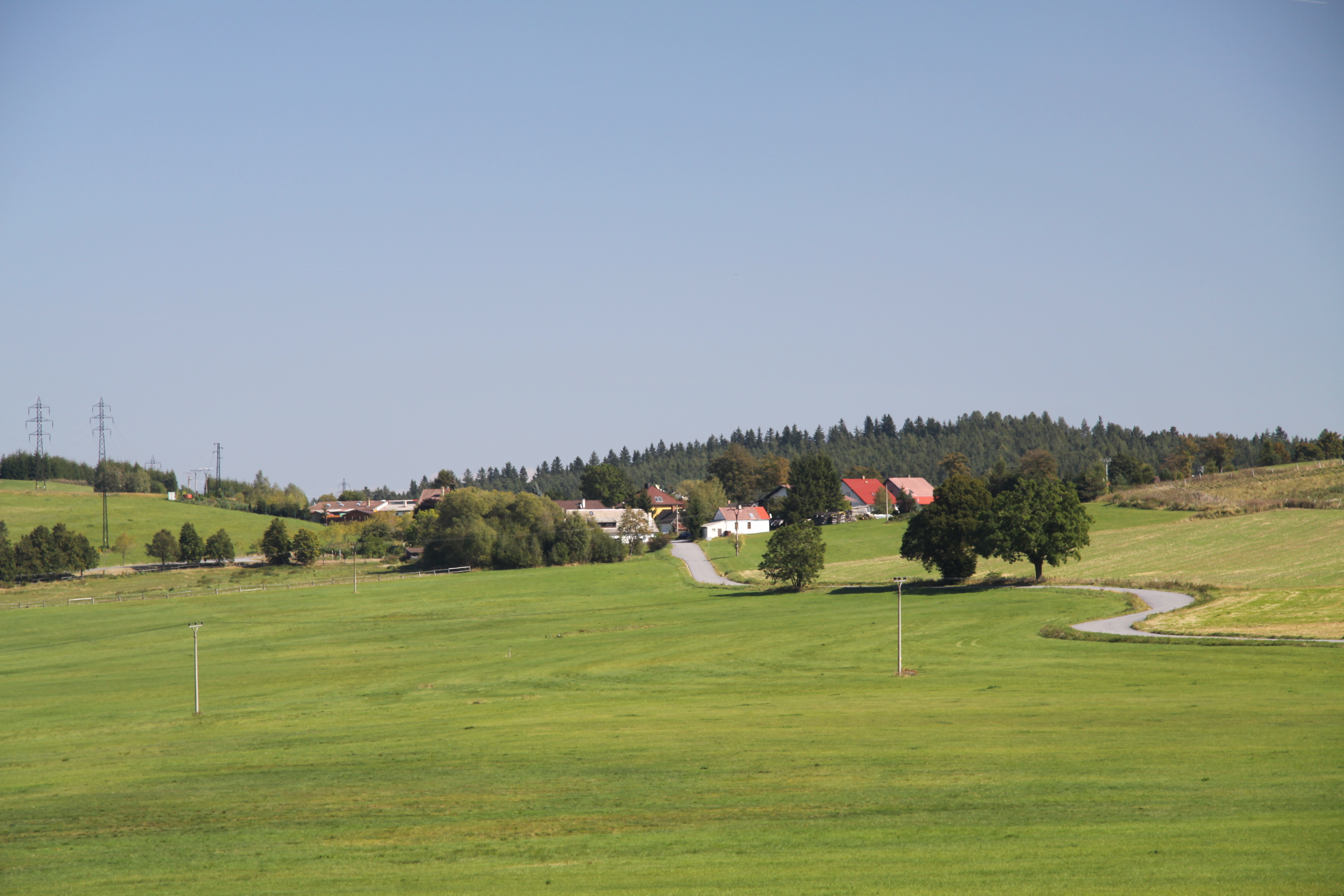
Sumavske Hostice : vue depuis Buk.

La commune est limitée par Radhostice au nord, par Žárovná et Lažiště à l'est, par Drslavice au sud, et par Buk à l'ouest.

## Histoire
La première mention écrite du village date de 1352.

## Administration
La commune se compose de quatre sections :
- Kosmo
- Škarez 2.díl
- Šumavské Hoštice
- Vojslavice

## Transports
Par la route, Šumavské Hoštice se trouve à 16 km de Prachatice, à 52 km de Ceské Budejovice et à 151 km de Prague.